# جامعة بوتسدام
جامعة بوتسدام (بالألمانية: Universität Potsdam)‏ هي جامعة ألمانية عامة في منطقة برلين براندنبورغ الألمانية، وهي أكبر جامعة في منطقة براندنبورغ.
أُنشِئت جامعة بوتسدام سنة 1991، ويبلغ عدد طلبتها 20332 طالبًا وفقًا لإحصاء سنة 2009، ويشتغل بالبحث العلمي فيها أكثر من 8000 باحثًا وزميلًا.

## وصلات خارجية
- الموقع الرسمي للجامعة